# Raúl Castro
|  | For artiklen om den tidligere guvernør i Arizona og ambassadør, se Raul Hector Castro. |
Raúl Modesto Castro Ruz (født 3. juni 1931 i Birán, Holguín, Cuba) er lederen af Cubas Kommunistiske parti. Castro er tidligere præsident i Cuba og tidligere formand for Cubas Statsråd.
Han overtog midlertidigt forpligtelserne som formand for Cubas Statsråd 31. juli 2006 som følge af sin bror, daværende præsident Fidel Castros sygdom. Han blev formelt valgt som præsident 24. februar 2008 ved et møde i Nationalforsamlingen. Fidel Castro annoncerede sin afgang 19. februar 2008, men allerede i 2001 udpegede Fidel Castro sin bror som efterfølger på præsidentposten.
Raúl Castro har været andensekretær i Cubas Kommunistiske Partis centralkomité siden partiets stiftelse i 1965 og første vicepræsident i Stats- og Ministerrådet og forsvarsminister siden 1959. I 1953 deltog han i angrebet på militærlejren Moncada i Santiago de Cuba og var en af grundlæggerne af 26. juli-bevægelsen. Det var gennem Raúl Castro, at Che Guevara blev introduceret til Fidel Castro og involveret i den cubanske revolution.
Castro blev genvalgt som præsident den 24. februar 2013. Kort efter annoncerede Castro, at hans anden periode ville blive hans sidste, og han ikke vil genopstille til valget i 2018.
Den 19. april 2021 trådte Raúl Castro tilbage som leder af Cubas kommunistiske parti og overlod posten til præsidenten Miguel Díaz-Canel, hvorved partiet for første gang siden 1959 ikke var ledet af brødrene Castro. 